# Комітет з соціальних питань (Швеція)
Комітет державного управління (швед. civilutskottet, CU) є комітетом у шведському Парламенті, який був сформований 1 жовтня 2006 року, шляхом злиття Комітету з правових питань та Комітету з питань житла. Сфера відповідальності комітету стосується житлової політики, споживчої політики, соціального планування та цивільного права. 
Коли комітет формувався, відбувалася перша велика реорганізація в шведському парламенті, оскільки в 1971 році був введений однопалатний парламент. 

## Список голів комітету
| Ім'я             | Термін      | Політична приналежність |
| ---------------- | ----------- | ----------------------- |
| Карина Моберг    | 2006 - 2010 | Соціал-демократи        |
| Маріам Йазданфар | 2010 - 2011 | Соціал-демократи        |
| Каріна Ольссон   | 2011        | Соціал-демократи        |
| Вероніка Палм    | 2011 - 2014 | Соціал-демократи        |
| Кароліна Шибер   | 2014 - 2016 | Християнські демократи  |
| Туве Сконберг    | 2016 - 2017 | Християнські демократи  |
| Кароліна Шибер   | 2017 - 2018 | Християнські демократи  |
| Емма Гулт        | 2018 -      | Партія зелених          |

## Перелік заступників Голови Комітету
| Ім'я             | Термін      | Політична приналежність |
| ---------------- | ----------- | ----------------------- |
| Інже Рене        | 2006 - 2010 | Помірні                 |
| Ян Ертсборн      | 2010 - 2012 | Ліберальна партія       |
| Ніна Лундстрем   | 2012 - 2014 | Ліберальна партія       |
| Йоган Лефстранд  | 2014 - 2015 | Соціал-демократи        |
| Гіллеві Ларссон  | 2015        | Соціал-демократи        |
| Йохан Льофстранд | 2015 - 2017 | Соціал-демократи        |
| Гіллеві Ларссон  | 2017        | Соціал-демократи        |
| Йоган Лефстранд  | 2017 - 2018 | Соціал-демократи        |
| Ларрі Седер      | 2018 -      | Християнські демократи  |

## Зовнішні посилання
- Парламент - Комітет державного управління [Архівовано 23 квітня 2016 у Wayback Machine.]